# 緑町 (川口市)
緑町（みどりちょう）は、埼玉県川口市の町名。現行行政地名は緑町のみ。丁番を持たない単独町名である。住居表示実施地区。郵便番号は332-0027。

## 地理
川口市の南西部に位置し、戸田市と隣接する。地区の中央を菖蒲川が流れ、南北を結ぶ緑橋が架かる。隣接する宮町にはララガーデン川口がある。京浜東北線川口駅が最寄り駅となっている。

## 歴史

### 沿革
- 1939年（昭和14年）6月1日 - 大字浮間、大字横曽根から緑町が成立る[5]。
- 1974年  (昭和49年）9月1日 - 住居表示を1〜9番地、宮町16番地に変更。

## 世帯数と人口
2018年（平成30年）3月1日現在の世帯数と人口は以下の通りである。
| 町丁 | 世帯数  | 人口  |
| ---- | ------- | ----- |
| 緑町 | 139世帯 | 303人 |

## 小・中学校の学区
市立小・中学校に通う場合、学区（校区）は以下の通りとなる。
| 番地 | 小学校             | 中学校           |
| ---- | ------------------ | ---------------- |
| 全域 | 川口市立原町小学校 | 川口市立西中学校 |

## 交通

### 道路
- 荒川通り

## 施設
- 三領排水機場
- 緑町ポンプ場
- みどり公園